# 東鄧迪 (伊利諾伊州)
東鄧迪（英語：East Dundee）是位於美國伊利諾伊州庫克縣和凱恩縣的一個村落。

## 地理
東鄧迪的座標為42°06′07″N 88°16′13″W / 42.10194°N 88.27028°W，而該地最高點為海拔高度254米（即833英尺）。

## 人口
根據2010年美國人口普查的數據，東鄧迪的面積為7.79平方千米，當中陸地面積為7.19平方千米，而水域面積為0.60平方千米。當地共有人口2860人，而人口密度為每平方千米367人。